# 다크 블루 (2006년 영화)
《다크 블루》(스페인어: Azuloscurocasinegro)는 스페인에서 제작된 다니엘 산체스 아레발로 감독의 2006년 드라마 영화이다. 킴 구티에레스 등이 출연하였고, 호세 안토니오 펠레스 등이 제작에 참여하였다.
2007년 제21회 고야상에서 신인 감독상, 남우 조연상(안토니오 데라토레), 신인 남우상(킴 구티에레스)을 수상하였다.

## 출연진
- 킴 구티에레스
- 마르타 에투라
- 안토니오 데라토레
- 엑토르 콜로메
- 라울 아레발로
- 에바 파야레스
- 마누엘 모론
- 아나 바헤네르

## 기타 제작진
- 배역: 에바 레이라
- 의상: 네레이다 본마티